# Ulf Bonde
Ulf Bonde, född 5 juni 1585 i Trästena församling, död 22 juni 1657, var en svensk militär.

## Biografi
Ulf Bonde föddes 1585 på Säckestad i Trästena socken. Han var son till Filip Bonde och Carin Ulfsdotter Snakenborg. Bonde blev 1604 kammarjunkare hos hertig Carl och 27 december 1608 häradshövding i Marks härad. Han blev 1608 överste för Västgöta, Värmlands och Dals infanteri och 1609 utskrivningskommissarie i Västergötland. Bonde blev 12 juni 1609 slottsloven på Revals slott. Han avled 1657 och begravdes i Fägre kyrka.

### Egendom
Bonde ägde gårdarna Säckestad och Hallandsberg i Trästena socken och Ulvängen i  Locketorps socken.

### Familj
Bonde gifte sig första gången med Beata Svan (död före 1610), dotter till ståthållaren Arvid Göransson (Svan) på Kalmar slott och Christina Nilsdotter Ribbing. 
Han gifte sig andra gången 10 juni 16161 med Margareta Stake, dotter till ståthållaren Erik Stake och Ingeborg Posse. De fick tillsammans barnen ryttmästaren Filip Bonde (1617–1658) vid Västgöta kavallaeriregemente, kornetten Erik Bonde (född 1618), presidenten Tord Bonde (1619–1683), Beata Bonde (1621–1682) som var gift med Åke Ulfsparre af Broxvik och Svante Uggla, Karin Bonde (1622–1696), Magdalena Bonde (1624–1681), Märta Bonde (1626–1705), Nils Bonde (1628–1644), ryttmästaren Lennart Bonde (1630–1682), Anna Bonde (1632–1711), Jöns Bonde (1635–1635) och lagmannen Ulf Bonde (1635–1687).